# دودانگولا
دودانگولا (به لاتین: Dodangolla) یک منطقهٔ مسکونی در سری‌لانکا است که در استان مرکزی (سری‌لانکا) واقع شده‌است.